# سوزان بونير
سوزان بونير هي صحفية كندية، ولدت في 1963 في مونتريال في كندا.